# Бивер Веј (Минесота)
Бивер Веј (енгл. Beaver Bay) град је у америчкој савезној држави Минесота.

## Демографија
По попису из 2010. године број становника је 181, што је 6 (3,4%) становника више него 2000. године.
| Група             | 2000.       | 2010.       |
| Белци             | 161 (92,0%) | 166 (91,7%) |
| Афроамериканци    | 5 (2,9%)    | 2 (1,1%)    |
| Азијати           | 1 (0,6%)    | 0 (0,0%)    |
| Хиспаноамериканци | 1 (0,6%)    | 0 (0,0%)    |
| Укупно            | 175         | 181         |